# Ouahirmabougou
Ouahirmabougou est une localité située dans le département de Loumana de la province de la Léraba dans la région des Cascades au Burkina Faso.

## Géographie
Constitué de centres d'habitation dispersés, Ouahirmabougou se trouve à environ 22 km au sud-ouest de Loumana, le chef-lieu du département. Le village est localisé à moins d'un kilomètre de la frontière ivoirienne.

## Démographie
| 2003  | 2006  | 2012 |
| ----- | ----- | ---- |
| 4 021 | 3 149 | -    |

## Éducation et santé
Le centre de soins le plus proche de Ouahirmabougou est le centre de santé et de promotion sociale (CSPS) de Baguèra tandis que le centre médical avec antenne chirurgicale (CMA) est à Sindou et que le centre hospitalier régional (CHR) se trouve à Banfora.
Le village possède deux écoles primaires publiques, l'une à Mouraga, l'autre à Zéguédougou.